# آکسان هیل-گلاسمانور (مریلند)

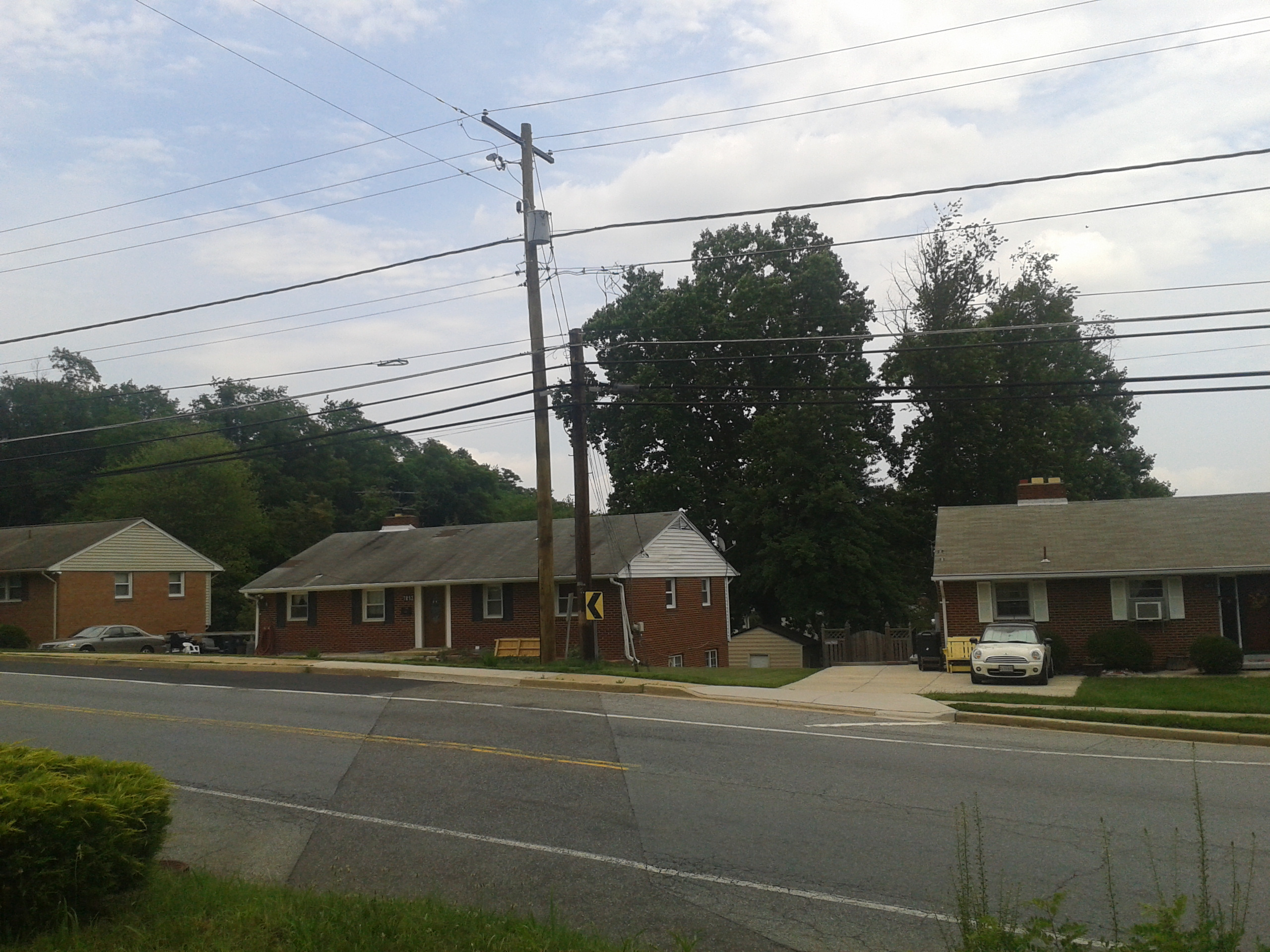
بافت شهر آکسان هیل - گلاسمانور

آکسان هیل-گلاسمانور (به انگلیسی: Oxon Hill-Glassmanor) شهری در ایالت مریلند کشور ایالات متحده آمریکا است که جمعیت آن در سرشماری سال ۲۰۱۰ میلادی، ۱۷٬۷۲۲ نفر بوده‌است.